# 대전 국립농산물품질관리원 구 충청지원
대전 국립농산물품질관리원 구 충청지원(大田 國立農産物品質管理院 舊 忠淸支院)은 대전광역시 중구에 1950년 해방 직후 지어진 모임지붕의 벽돌조 2층 관공서 건물이다. 2004년 9월 4일 대한민국 등록문화재 제100호로 지정되었다.

## 개요
이 건물은 결원아치 형태의 현관, 창문 등 개구부가 많은 내부공간, 서향의 강렬한 햇빛을 차단하기 위해 창문위에 설치한 철제브리이즈 레일 등에서 근대적 건축 수법을 읽을 수 있다. 1999년 '건축문화의 해'에 대전시 좋은 건축물 40선으로 선정된 바 있다.
1999년 국립농산물품질관리원 청사가 옮겨 간 뒤 2008년에 '대전시립미술관 대전창작센터'로 개관하여 활용되고 있다.

## 같이 보기
- 국립농산물품질관리원 충남지원

## 참고 자료
- 대전 국립농산물품질관리원 구 충청지원 - 국가유산청 국가유산포털